# 파리 05:59
파리 05:59(Theo et Hugo dans le meme bateau, Paris 05:59)는 프랑스에서 제작된 자크 마르티노 감독의 2016년 드라마 영화이다. 조프리 고엣 등이 주연으로 출연하였다.

## 출연

### 주연
- 조프리 고엣
- 프랑소와 남보트

### 조연
- 마리오 판파니